# Hartmut Krauss
Hartmut Krauss (* 1951 in Lengerich, Nordrhein-Westfalen) ist ein deutscher Sozial- und Erziehungswissenschaftler und Autor.
Krauss ist Redakteur der in Osnabrück erscheinenden Zeitschrift Hintergrund. Im Jahr 2008 gehörte Krauss zu den Referierenden der Kritischen Islamkonferenz.

## Schriften (Auswahl)
- Das umkämpfte Subjekt. Widerspruchsverarbeitung im „modernen“ Kapitalismus, Trafo-Verlag, Berlin 1996. ISBN 3930412942.
- Das umstrittene Subjekt der „Post-Moderne“, in: Hermann Kopp, Werner Seppmann (Hrsg.): Gescheiterte Moderne? Zur Ideologiekritik des Postmodernismus, Neue Impulse, Essen 2002, ISBN 3-910080-36-7, S. 93–121.
- Faschismus und Fundamentalismus. Varianten totalitärer Bewegung im Spannungsfeld zwischen „prämoderner“ Herrschaftskultur und kapitalistischer „Moderne“, Hintergrund-Verlag, Osnabrück 2003, ISBN 3000108831
- (als Herausgeber): Das Testament des Abbé Meslier, [EA 1976]; übers. v. Angelika Oppenheimer, Hintergrund Verlag, Osnabrück 2005, ISBN 3-00-015292-X.
- Islam, Islamismus, muslimische Gegengesellschaft. Eine kritische Bestandsaufnahme, Hintergrund-Verlag, Osnabrück 2008, ISBN 978-3-00-024512-1.
- Eine kurze Betrachtung der islamischen Herrschaftskultur und des aktuellen Radikalislam, in: Gegen die feige Neutralität. Beiträge zur Islamkritik, Basilisken-Presse, Marburg 2008, ISBN 978-3-925347-98-6.
- (als Herausgeber): Feindbild Islamkritik. Wenn die Grenzen zur Verzerrung und Diffamierung überschritten werden, Hintergrund-Verlag, Osnabrück 2010, ISBN 978-3-00-032085-9.
- Der Islam als grund- und menschenrechtswidrige Weltanschauung. Ein analytischer Leitfaden, Hintergrund-Verlag, Osnabrück 2013, ISBN 978-3-00-040794-9.
- Säkulare Demokratie verteidigen und ausbauen – Grundsatztexte und programmatische Schriften der Gesellschaft für wissenschaftliche Aufklärung und Menschenrechte (GAM e. V.), Hintergrund-Verlag, Osnabrück 2016, ISBN 978-3-00-052967-2.
- Die Marxsche Theorie und ihre Bedeutung für eine herrschaftskritisch-emanzipatorische Gesellschafts- und Subjektwissenschaft, Hintergrund-Verlag, Osnabrück 2018, ISBN  978-3-98-203360-0.

## Belege
1. ↑  Allgemeine Webseite der Kritischen Islamkonferenz (Memento vom 19. August 2008 im Internet Archive)

| Personendaten    | Personendaten                               |
| ---------------- | ------------------------------------------- |
| NAME             | Krauss, Hartmut                             |
| KURZBESCHREIBUNG | deutscher Erziehungswissenschaftler         |
| GEBURTSDATUM     | 1951                                        |
| GEBURTSORT       | Lengerich, Nordrhein-Westfalen, Deutschland |